# Sprachen im Internet
Dieser Artikel befasst sich mit den Sprachen, die im Internet verwendet werden.
Ungefähr die Hälfte aller Auftritte im World Wide Web sind in englischer Sprache, wobei einige auch weitere Sprachen anbieten. Weitere häufig genutzte Sprachen sind Russisch, Deutsch, Spanisch, Französisch, Japanisch, Portugiesisch, Italienisch und Persisch. Von den mehr als 7000 vorhandenen Sprachen werden nur einige Hundert für Websites im World Wide Web verwendet.

## Internetauftritte nach Sprache
W3Techs schätzte im März 2018 die Sprachverteilung in Prozent der 10 Millionen Websites mit den meisten Unique Visits im Internet, die von Alexa Internet eingestuft wurden. Die Ergebnisse befinden sich in der folgenden Tabelle:
| Platz | Sprache              | Anteil aller Internetauftritte in Prozent |
| ----- | -------------------- | ----------------------------------------- |
| 1     | Englisch             | 54 %                                      |
| 2     | Russisch             | 06 %                                      |
| 3     | Deutsch              | 05,9 %                                    |
| 4     | Spanisch             | 04,9 %                                    |
| 5     | Französisch          | 04,0 %                                    |
| 6     | Japanisch            | 03,4 %                                    |
| 7     | Portugiesisch        | 02,9 %                                    |
| 8     | Italienisch          | 02,3 %                                    |
| 9     | Persisch             | 02,0 %                                    |
| 10    | Polnisch             | 01,8 %                                    |
| 11    | Chinesisch           | 01,7 %                                    |
| 12    | Niederländisch       | 01,2 %                                    |
| 13    | Türkisch             | 01,2 %                                    |
| 14    | Tschechisch          | 01,0 %                                    |
| 15    | Koreanisch           | 00,9 %                                    |
| 16    | Vietnamesisch        | 00,7 %                                    |
| 17    | Arabisch             | 00,6 %                                    |
| 18    | Griechisch           | 00,5 %                                    |
| 19    | Ungarisch            | 00,5 %                                    |
| 20    | Schwedisch           | 00,5 %                                    |
| 21    | Rumänisch            | 00,4 %                                    |
| 22    | Slowakisch           | 00,4 %                                    |
| 23    | Dänisch              | 00,3 %                                    |
| 24    | Indonesisch          | 00,3 %                                    |
| 25    | Finnisch             | 00,3 %                                    |
| 26    | Thailändisch         | 00,3 %                                    |
| 27    | Bulgarisch           | 00,2 %                                    |
| 28    | Ukrainisch           | 00,2 %                                    |
| 29    | Hebräisch            | 00,2 %                                    |
| 30    | Norwegisch (Bokmål)  | 00,2 %                                    |
| 31    | Kroatisch            | 00,2 %                                    |
| 32    | Litauisch            | 00,1 %                                    |
| 33    | Serbisch             | 00,1 %                                    |
| 34    | Norwegisch (Nynorsk) | 00,1 %                                    |
| 35    | Slowenisch           | 00,1 %                                    |
| 36    | Katalanisch          | 00,1 %                                    |
| 37    | Lettisch             | 00,1 %                                    |
| 38    | Estnisch             | 00,1 %                                    |
| 39    | Hindi                | 00,1 %                                    |
| 40    | Aserbaidschanisch    | 00,1 %                                    |

Anteil der Internetauftritte nach Sprache (Stand: März 2014)

Alle anderen Sprachen wurden auf weniger als 0,1 % Anteil geschätzt. Da Websites teilweise mehrere Sprachen enthalten, kann ein genaues Ergebnis nicht erzielt werden.

## Internetnutzer nach Sprache
InternetWorldStats schätzte im März 2020 die Sprachverteilung der Internetnutzer folgendermaßen ein:
| Platz  | Sprache                  | Zahl der Internetnutzer | Anteil von allen Internetnutzern in Prozent |
| ------ | ------------------------ | ----------------------- | ------------------------------------------- |
| 1      | Englisch                 | 1.186.451.052           | 25,9 %                                      |
| 2      | Chinesisch               | 888.453.068             | 19,4 %                                      |
| 3      | Spanisch                 | 363.684.593             | 7,9 %                                       |
| 4      | Arabisch                 | 237.418.349             | 5,2 %                                       |
| 5      | Indonesisch / Malaysisch | 198.029.815             | 4,3 %                                       |
| 6      | Portugiesisch            | 171.750.818             | 3,7 %                                       |
| 7      | Französisch              | 151.733.611             | 3,3 %                                       |
| 8      | Japanisch                | 118.626.672             | 2,6 %                                       |
| 9      | Russisch                 | 116.353.942             | 2,5 %                                       |
| 10     | Deutsch                  | 92.525.427              | 2,0 %                                       |
| 1–10   | Top 10 Weltsprachen      | 3.525.027.347           | 76,9 %                                      |
| –      | Andere Sprachen          | 1.060.551.371           | 23,1 %                                      |
| Gesamt |                          | 4.585.578.718           | 100 %                                       |

Die Plansprache Esperanto schaffte es in einer Studie aus dem Jahr 2000 auf Platz 40 der Sprachen mit den meisten Suchanfragen in einer Suchmaschine (Platz 27 der Sprachen mit Lateinischem Alphabet).

## Entwicklung
Die Zahl der englischsprachigen Nutzer verzeichnet seit der Jahrtausendwende eine geringere Wachstumsrate im Vergleich zu anderen Sprachen. So stieg die Online-Nutzung von Englisch von 2001 bis 2011 um rund 281 Prozent. Dies ist eine geringere Wachstumsrate als die von Spanisch (743 Prozent), Chinesisch (1277 Prozent), Russisch (1826 Prozent) oder Arabisch (2501 Prozent) im selben Zeitraum.
Auch der Anteil der englischsprachigen Websites verzeichnet Rückläufe. Da englischsprachige Websites oft auch mehrsprachig sind, wird bezweifelt, dass englischsprachige Websites mehr als 50 % des Internets ausmachen und es wird vermutet, dass Inhalte auch später für andere Sprachen optimiert werden. So ergab ein UNESCO-Bericht aus dem Jahr 2009, in dem die Sprachen von Websites von 1996 bis 2008 zwölf Jahre lang überwacht wurden, einen stetigen Rückgang des Anteils englischer Websites von 75 Prozent im Jahr 1998 auf 45 Prozent im Jahr 2005. Im Jahr 2015 lag der Anteil allerdings bei ca. 55 Prozent, gemessen durch W3Techs. Ein Grund für diese Verzerrung könnte neben den Methoden bei der Auswertung und verschiedenen Datensätzen sein, dass Suchmaschinen mehr englischsprachige Websites aus dem Suchindex sperren lassen als in anderen Sprachen.

## Internetsprache
Neben den Standardsprachen gibt es im Internet auch eigene Sprachen, z. B. durch Emoticons, Emojis, Emotes, Internetmemes, Hashtags, Abkürzungen und verschiedene Formen von Netzjargon (z. B. Gamersprache), die sich meist vom Englischen oder bildlich ableiten lassen.
Siehe auch: